# Mimosa montana
Mimosa montana är en ärtväxtart som beskrevs av Carl Sigismund Kunth. Mimosa montana ingår i släktet mimosor, och familjen ärtväxter. Inga underarter finns listade i Catalogue of Life.